# Râul Viștea
Râul Viștea este un afluent al râului Olt. Este format în aval de confluența brațelor Viștea Mare cu Viștișoara.

## Hărți
- Harta Munții Făgăraș  Arhivat în 8 septembrie 2013, la Wayback Machine.
- Harta Județului Brașov